# Château d'Effiat
Le château d'Effiat est situé dans la commune d'Effiat, dans le département du Puy-de-Dôme en Auvergne-Rhône-Alpes (France).

## Histoire
La première mention de la seigneurie d'Effiat remonte à 1120. Elle passe entre les mains de plusieurs familles jusqu'au XVIe siècle. Elle est acquise en 1557 par Gilbert Coiffier (ou Coëffier), fait chevalier à la bataille de Cérisolles. Sa famille faisait partie de la clientèle du connétable de Bourbon. Le rôle que joua son fils lors des guerres de religion, en particulier pour la ralliement de l'Auvergne à Henri III  favorisa l'ascension de la famille qui est introduite dans l'entourage royal. Son fils, Antoine Coëffier de Ruzé d'Effiat, dit Ruzé, fut un proche de Richelieu et conseiller du roi en 1625, ambassadeur en Hollande puis en Angleterre. Sa carrière est couronnée par l'érection de ses terres en marquisat en 1627 et surtout par sa nomination comme maréchal de France en 1631.
Il lance un vaste projet d'embellissement, dépassant largement le cadre du château. Il fait appel aux architectes Jacques Lemercier et Clément Métezeau et au jardinier du roi, André Mollet, pour créer à Effiat une ville nouvelle au tracé géométrique, à l'image de ce que le cardinal concevait alors pour Richelieu. Le château a été construit de 1626 à 1628, puis l'église, le collège de l'Oratoire et l'hôpital de 1630 à 1632. Le projet de ville a été abandonné à sa mort.
Sous l'Ancien Régime, se trouvait dans l'enceinte du château, une école royale militaire, l'École royale militaire d'Effiat, tenue par les oratoriens. Elle a été fondée en 1714 par le dernier marquis d'Effiat, Antoine II Coëffier de Ruzé d'Effiat.
L'un de ses élèves les plus illustres fut le général Louis Charles Antoine Desaix.
En 1856 ce château a été acheté par la famille de Moroges qu'il ne faut pas confondre avec la famille homonyme originaire de Bourgogne et éteinte avec Jean-Baptiste de Moroges en 1636.
Le château d'Effiat a été classé monument historique le 16 avril 1942 puis inscrit 6 juin 1980 et à nouveau classé le 10 mars 2004.

## Architecture

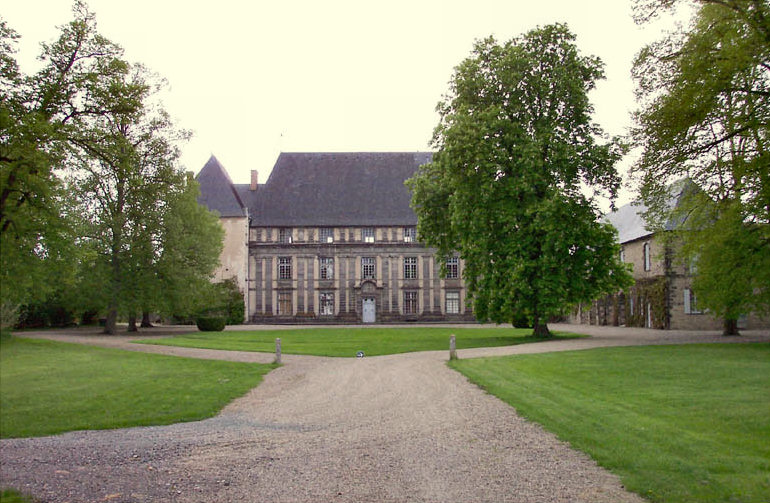
Château d'Effiat.

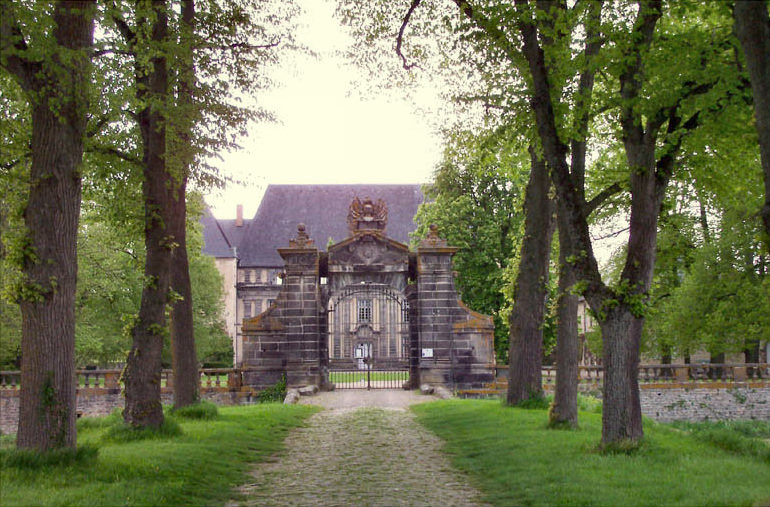
Entrée du château.

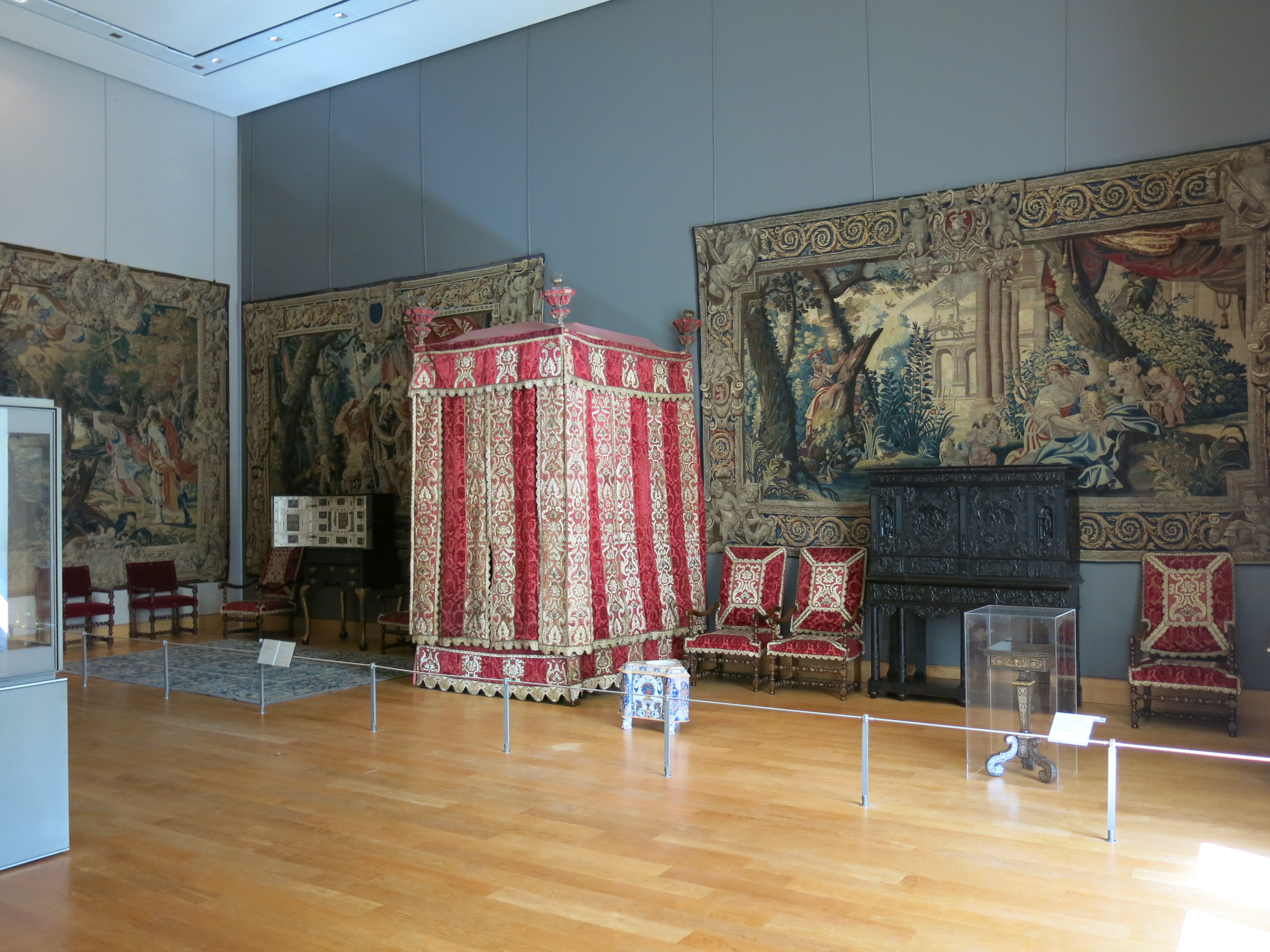
Lit à la française (XVIIe siècle) et fauteuils provenant du château d'Effiat, exposés au musée du Louvre.

Le château est situé au milieu d'une enceinte rectangulaire limitée par un canal formant douves. L'entrée se fait par un pont-levis et une porte monumentale, dont le décor sculpté est l'œuvre de Jean Languille, de Riom. Le château est actuellement constitué d'un corps de logis d'ordonnance classique encadré de deux pavillons saillants, et les ailes qui les prolongeaient ont disparu. La façade est ornée de pilastres doriques. Deux ailes complétaient l'ensemble, encadrant la cour d'entrée du château. Elles furent détruites au XIXe siècle.
Les bâtiments des communs et de la ferme datent de la fin du XVIIe siècle.

## Décor et mobilier
Un ensemble de douze tableaux, datant probablement de la période de construction du château (1625-1632) et inspirés de l' Orlando furioso de L'Arioste, sujet prisé à l'époque, était initialement conservé dans la galerie du château. Le cycle de Roland furieux d'Effiat se trouve maintenant au musée d'Art Roger-Quilliot, à Clermont-Ferrand. Sa restauration est envisagée qui permettra peut-être de préciser l'attribution.
Six fauteuils de la chambre et le lit à baldaquin, datés vers 1640-1660, sont au musée du Louvre,.
Un mobilier de salon du milieu du XVIIIe siècle - comprenant un canapé et une suite de douze fauteuils  en bois naturel couverts de tapisserie d'Aubusson, dont les assises  représentent les Fables de la Fontaine - fit partie de la vente mobilière du 24/05/1856 (année de l'achat du château, alors en cours de démolition, par l'ancêtre des actuels propriétaires). Il fut intégré aussitôt à la collection du Garde-Meubles impérial ( Mobilier National).

## Jardin
Le jardin, dessiné par André Mollet, est constitué en particulier d'une terrasse, de 130 m de long, où se trouve une grotte (nymphée) flanquée d'escaliers dont le mur est garni de niches, d'une avenue et d'une allée. Le jardin du château est inscrit au pré-inventaire des jardins remarquables.